# كريم رواني
كريم رواني (8 مارس 1982

 في ليل) (بالفرنسية: Karim Rouani)‏ لاعب كرة قدم فرنسي ذو أصول مغربية يلعب حاليا لصالح نادي الدرجة الممتازة أولمبيك أسفي المغربي منذ 2009 في مركز المهاجم .
لعب رواني في أندية بوردو (2000-2002) ميرينياك أرلاك (2002-2004) لانغون كاستيتس (2004-2005) بيسكاروسي (2005-2006) سبريمونت كومبلاين (2006-2007) أولمبيك تشارلروا (2007-2008) .

## روابط خارجية
- كريم رواني على موقع قاعدة بيانات كرة القدم.إي يو (الإنجليزية)
- كريم رواني على موقع بيانات كرة القدم. دي إي (الألمانية)
- كريم رواني على موقع Soccerway.com (الإنجليزية)
- كريم رواني على موقع كووورة